# Sadhana

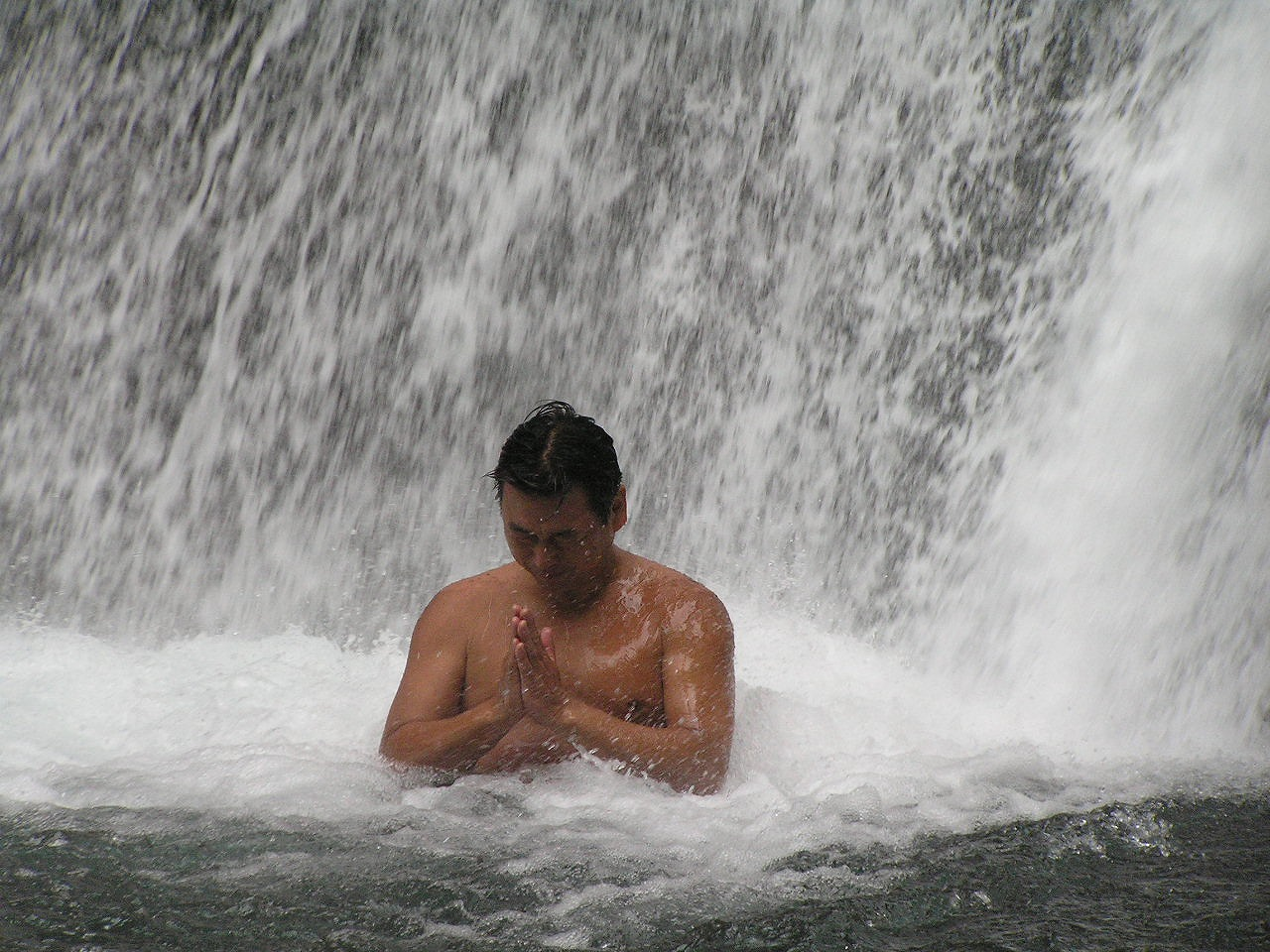
Budista sādhana (Japón)

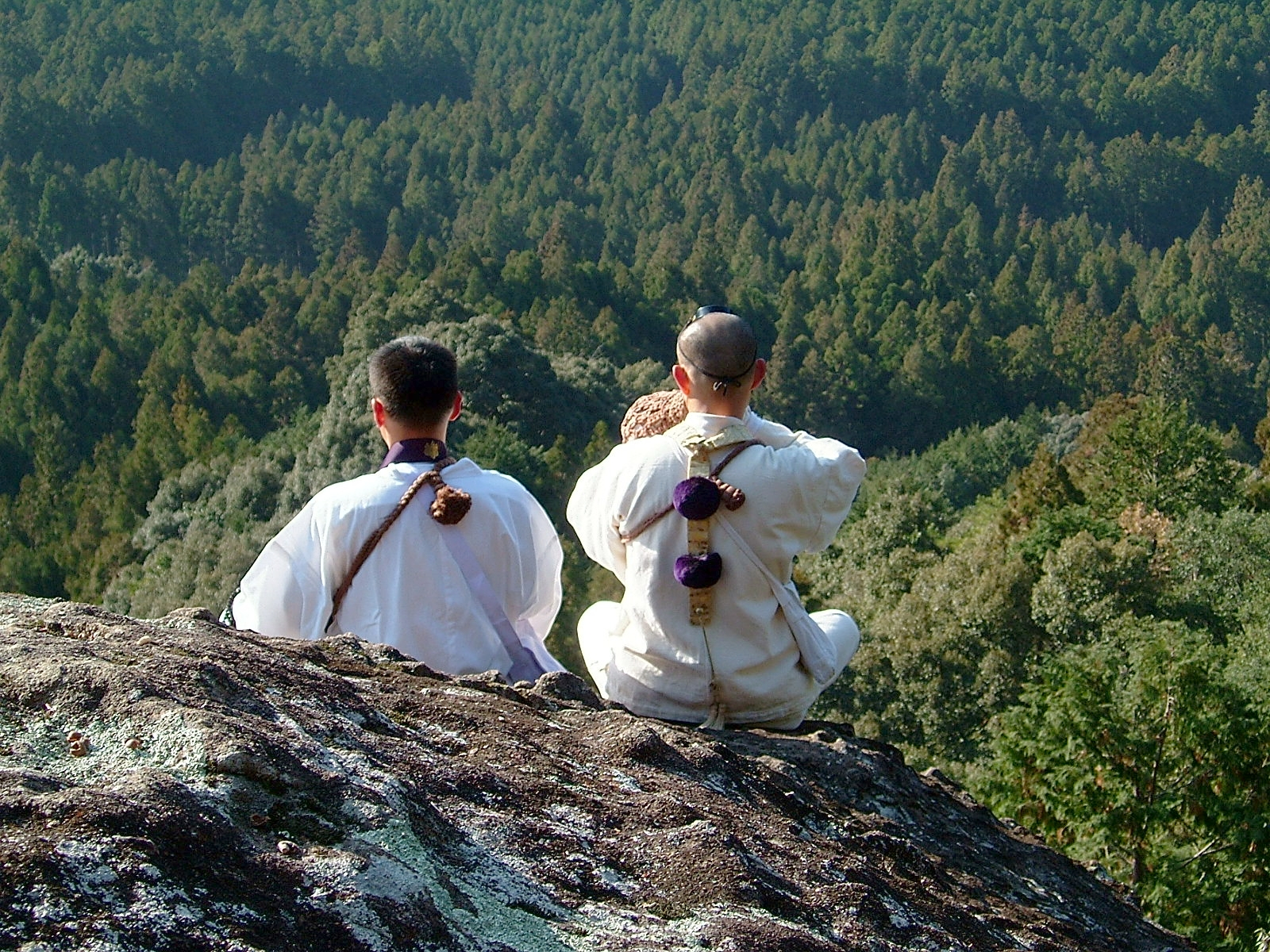
Shugendō sādhana (Japón)

Sādhana —Sánscrito साधन; en tibetano: སྒྲུབ་ཐབས་, THL: druptapསྒྲུབ་ཐབས་,  literalmente "un medio para lograr algo"—,  proviene del sánscrito sādhu, a partir de la raíz sādh-, 'cumplir'. Es un término genérico que proviene de la tradición yóguica y se refiere a cualquier ejercicio espiritual que tiene como objetivo el avance del sādhaka hacia la expresión última de su vida en esta realidad.
Incluye una variedad de disciplinas en las tradiciones hindúes, budistas, jainistas y sijs que se siguen para lograr diversos objetivos espirituales o rituales. Sādhana también puede referirse a la liturgia tántrica, es decir, las instrucciones para llevar a cabo una determinada práctica.
Un maestro espiritual contemporáneo y yogui Sadhguru define sādhanā así:

Todo puede ser sadhana. La forma en que comes, la forma en que te sientas, la forma en que te pones de pie, la forma en que respiras, la forma en que conduces tu cuerpo, tu mente y tus energías y emociones - esto es sadhana. Sadhana no significa ningún tipo específico de actividad, sadhana significa que usted está usando todo como una herramienta para su bienestar.

El historiador N. Bhattacharyya proporciona una definición práctica de los beneficios de sādhanā como se indica a continuación:

El sādhana religioso, que previene el exceso de mundanalidad y moldea la mente y la disposición (bhāva) en una forma que desarrolla el conocimiento del desapasionamiento y el no apego. Sādhanā es un medio por el cual la esclavitud se convierte en liberación.

B. K. S. Iyengar (1993: p. 22), en su traducción inglesa y comentario a los Yoga Sutras de Patanjali, define sādhana en relación con abhyāsa y kriyā:

Sādhana es una disciplina emprendida en la búsqueda de una meta. Abhyāsa es una práctica repetida realizada con observación y reflexión. Kriyā, o acción, implica también una perfecta ejecución con estudio e investigación. Por lo tanto, sādhanā, abhyāsa y kriyā significan todos una misma cosa. Un sādhaka, o practicante, es alguien que hábilmente aplica....mente e inteligencia en la práctica hacia una meta espiritual.

Al aspirante o iniciado en estas tradiciones se le llama sādhaka, sādhak o sādhaj —sánscrito: साधक—. A quien ha avanzado hasta alcanzar el objetivo se le denomina siddha. Actualmente se usa el término sadhaka como genérico para cualquier practicante religioso, pero su significado tradicional aludía a  las personas que habían pasado por una iniciación específica.

## Caminos
El término sādhanā significa esfuerzo espiritual hacia una meta. Una persona que emprende tal práctica es conocida en Sánscrito como sādhu (femenino sādhvi), sādhaka (femenino sādhakā) o yogui (pawo tibetano; yogini o femenino dakini, khandroma tibetano). El objetivo de sādhanā es alcanzar algún nivel de realización espiritual, que puede ser la iluminación, el amor puro de la Deidad (prema), la liberación (moksha) del ciclo del nacimiento y la muerte (saṃsāra), o un objetivo particular como las bendiciones de una deidad como en las tradiciones Bhakti.
Sādhana puede implicar meditación, el canto de mantras a veces con la ayuda de las cuentas de oración, puja a una deidad, yajña, y en casos muy raros la mortificación de la carne o prácticas tántricas como la realización de la propia sādhana particular dentro de un terreno de cremación.
Tradicionalmente, en algunas tradiciones hindúes y budistas para embarcarse en un camino específico de sādhana, un gurú puede tener que dar las instrucciones necesarias. Este enfoque se caracteriza por algunas tradiciones tántricas, en las que la iniciación de un gurú a veces se identifica como una etapa específica de sādhana Por otro lado, los renunciantes individuales pueden desarrollar su propia práctica espiritual sin participar en grupos organizados.

## Sādhana tántrico
Los rituales tántricos se llaman "sādhana". Algunos de los bien conocidos sādhana-s son:
1. śāva sādhana (sādhana hecho mientras se visualiza sentado sobre un cadáver).
2. śmaśāna sādhanā (sādhana realizado mientras se visualiza estar en un crematorio o terreno de cremación).
3. pañca-muṇḍa sādhanā (sādhana hecho mientras visualizaba sentado en un asiento de cinco cráneos).

## Budismo
En el budismo Vajrayāna y la tradición Nalanda, hay quince sādhanās tántricos mayores:
1. Śūraṅgama/Sitātapatrā
2. Nīlakaṇṭha
3. Tārā
4. Mahākāla
5. Hayagrīva
6. Amitābha
7. Bhaiṣajyaguru/Akṣobhya
8. Guhyasamāja
9. Vajrayoginī/Vajravārāhī
10. Heruka/Cakrasaṃvara
11. Yamāntaka
12. Kālacakra
13. Hevajra
14. Chöd
15. Vajrapāṇi

No dentro de esta lista pero un central sādhanā en Vajrayana es que de Vajrasattva.
Todos ellos están disponibles en forma tibetana, muchos están disponibles en chino y algunos todavía existen en manuscritos sánscritos antiguos.
Kværne (1975: p. 164) en su extensa discusión de sahajā, trata la relación de sādhanā con el mandala de esta manera:

El ritual externo y el interno sādhanā forman un todo indistinguible, y esta unidad encuentra su expresión más pregnante en la forma del mandala, el recinto sagrado que consiste en cuadrados concéntricos y círculos dibujados en el suelo y que representan ese plano del ser en el que el aspirante a la Budeidad desea establecerse. El desarrollo del ritual tántrico depende del mandala; y cuando no se emplea un mandala material, el adepto procede a construirlo mentalmente en el curso de su meditación.